# Lamprehtov potok
Lámprehtov pôtok je desni pritok Radoljne iz osrednjega dela Pohorja. Začne se kot majhen izvir v gozdu in teče sprva po plitvi in neizraziti dolini, pod Staro glažuto pa postane dolina strma, vse globlja grapa. V nadmorski višini ok. 490 m priteče v bolj odprt svet Ribniško-Lovrenškega podolja, ki je v miocenskih peščenjakih in peščenem laporju. Tu je dolina izrazito položnejša in širša, na obeh straneh potoka je mestoma tudi nekaj naplavne ravnice. Malo pred izlivom prečka potok še ozek pas trših magmatskih kamnin, kjer je dolina spet ožja, nato pa se pod cerkvijo v Puščavi izliva v Radoljno.
Potok se imenuje po kmetiji Lampreht v vasi Kumen, za zgornji del nad kmetijo Rečnik se včasih uporablja ime Rečnikov potok. Na avstrijski vojaški karti iz 18. st. je ime potoka zapisano kot Reka Bach. Na tej karti je tudi prikazano, kako se približno v nadmorski višini 480 m od potoka odcepi umetna struga proti falskemu gradu (Fala), ob katerem je voda takrat poganjala stope in kovačije. Tudi sicer je bil potok pomemben vir vodne energije, saj je bilo po popisu za izdelavo franciscejskega katastra leta 1825 na njem kar 11 mlinov in 14 žag.
Lamprehtov potok je izrazit hudournik in občasno povzroča težave zaradi močne erozije in nanašanja plavja. Veliko škode je naredil zlasti ob neurju v noči z 12. na 13. junij 1994, ko je med drugim poškodoval cevovod male hidroelektrarne Činžat II. Ob podobnem neurju v začetku maja 2016 je potok povzročil precej škode tudi na zajetju MHE Činžat I.

Med letoma 1826 in 1837 je visoko ob potoku pod Klopnim vrhom delovala večja glažuta, ki je leta 1834 zaposlovala 70 delavcev. Od nje izvira ledinsko ime Stara glažuta, na tej lokaciji pa je pozneje delovala velika Fišerjeva žaga (tudi Fišeržaga). Danes delujeta na potoku dve mali hidroelektrarni (Činžat I in II), ki sta v lasti podjetja Oven Elektro Maribor. Za potrebe spodnje hidroelektrarne Činžat II (zgrajena 1988) odvajajo iz potoka do 0,37 m3/s vode, ki namesto v Radoljno teče neposredno v Dravo.
Zgornji del porečja Lamprehtovega potoka do iznad kmetije Rečnik je vključen v varstveno območje  Natura 2000 Pohorje. Ta del potoka je tudi opredeljen kot naravna vrednota lokalnega pomena, skupaj z manjšim slapom.